# April Sykes
April L. Sykes (Starkville, 30 luglio 1990) è un'ex cestista statunitense, professionista nella WNBA.

## Carriera
È stata selezionata dalle Los Angeles Sparks al terzo giro del Draft WNBA 2012 (28ª scelta assoluta).
Con gli Stati Uniti ha disputato i Giochi panamericani di Guadalajara 2011.